# Alba AR6
Der Alba AR6 war ein Gruppe-C2-Sportwagen, der 1985 von Alba Engineering entwickelt und bis 1990 in Sportwagenrennen eingesetzt wurde.

## Entwicklungsgeschichte und Technik
In der Entwicklungsgeschichte von Alba ist die Typologie der Rennwagen verwirrend. In der kurzen Zeit von 1983 bis 1985 entstanden – beginnend mit dem AR2 – fünf Fahrzeugtypen. Der fünfte in dieser Reihe war der AR6, der im Frühjahr 1985 nach dem technischen Reglement der Gruppe C2 gebaut wurde. Der Auftrag zum Bau kam von Martino Finotto, der seine beiden AR2 durch eine weitere Neukonstruktion ersetzen wollte. Als Motor kam erneut der in Finottos und Carlo Facettis gemeinsamem Unternehmen CARMA entwickelte 4-Zylinder-Turbomotor zum Einsatz, dessen Hubraum auf 1,9 Liter erhöht wurde.
Im ab 1986 in der nordamerikanischen IMSA-GTP-Serie gefahrenen AR6 gab es eine interessante Motorvariante. 1981 fuhren Facetti und Finotto in der Sportwagen-Weltmeisterschaft einen Gruppe-5-Ferrari 308GTB. Das Triebwerk, ein 3-Liter-V8-Motor, wurde überarbeitet und vom Alba-Konstrukteur Giorgio Stirano in den IMSA-Wagen übernommen, der auch einen längeren Radstand hatte.

## Renngeschichte

### 1985
Seinen ersten Renneinsatz hatte der Finotto/Facetti-AR6 beim 1000-km-Rennen von Monza. Zu Finotto und Facetti kam deren langjähriger Partner Guido Daccò ins Team. Im Training erzielte das Trio mit 1:42,220 Minuten die 13. Zeit und somit die schnellste aller C2-Fahrzeuge. Auf die Pole-Position-Zeit von Riccardo Patrese im Lancia LC2/85 fehlten zwölf Sekunden. Das Rennen endete durch einen defekten Turbolader vorzeitig. Die erste Zielankunft gab es im Mai 1985 beim 1000-km-Rennen von Silverstone mit dem 17. Gesamtrang. Am Steuer war wieder das Trio Finotto/Facetti/Daccò. Das war nur der siebte Platz in der C2-Klasse, 29 Runden hinter den Klassensiegern Ray Mallock und Mike Wilds im Ecosse C285. Finotto war mit dem neuen Wagen äußerst unzufrieden, allerdings kamen die Teamkollegen Loris Kessel, Almo Coppelli und Jean-Pierre Frey im drei Jahre alten AR2 als 18. auch nicht besser klassiert ins Ziel, sodass man auf die Weiterentwicklung des Wagens hoffen musste.
Beim fünften Wertungslauf der Saison zeichnete sich nach umfassenden Testfahrten Besserung ab. Das 1000-km-Rennen von Hockenheim endete mit dem zehnten Gesamtrang und dem dritten Platz in der Klasse.
Die beste Saisonplatzierung erzielte das Team beim 1000-km-Rennen von Brands Hatch mit dem achten Gesamtrang und dem zweiten Platz in der Klassenwertung.

### 1986 bis 1990
1986 kam neben der Sportwagen-Weltmeisterschaft ein AR6, eingesetzt von Gaston Andrey Racing, auch in der IMSA-GTP-Serie zum Einsatz. Ab 1987 war der AR6 mit der Chassisnummer 005 der einzige Wagen dieses Renntyps, der bei Sportwagenrennen am Start war, und das ausschließlich in Nordamerika. Die besten Platzierungen in diesem Jahr waren der fünfte Rang beim 500-Meilen-Rennen von Road America 1986 (Finotto und Ruggero Melgrati), der sechste Platz beim 500-km-Rennen von Watkins Glen 1987 (Finotto und Daccò) sowie der siebte Endrang beim 3-Stunden-Rennen von West Palm Beach 1986 (Facetti und Melgarti).